# Las Guías Oriente
Las Guías Oriente (también referida como Las Guías de Oriente y coloquialmente como Las Guías) es una localidad del corregimiento de Río Hato en el distrito de Antón,  provincia de Coclé, Panamá. La localidad tiene 1,274 habitantes (2008).
Limita al norte con la comunidad de La Mata, al sur con el Océano Pacífico, al oeste con la comunidad de El Platanal, y al este con el corregimiento de La Ermita, perteneciente a la provincia de Panamá Oeste.
Es la comunidad limítrofe donde inicia la división territorial de Coclé a través de la Carretera Panamericana desde la Ciudad de Panamá.

## Imágenes

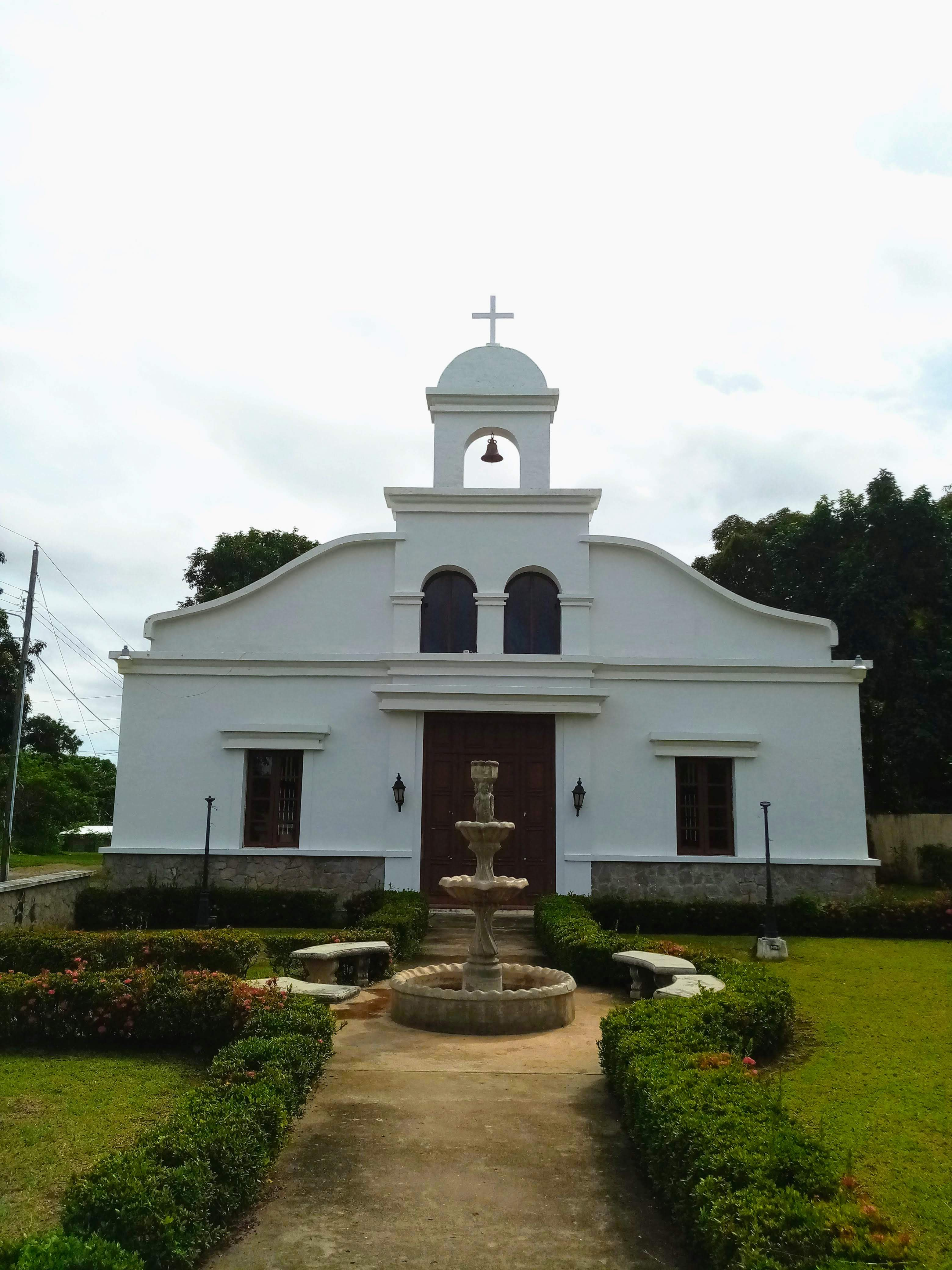
Capilla Nuestra Señora de los Ángeles.
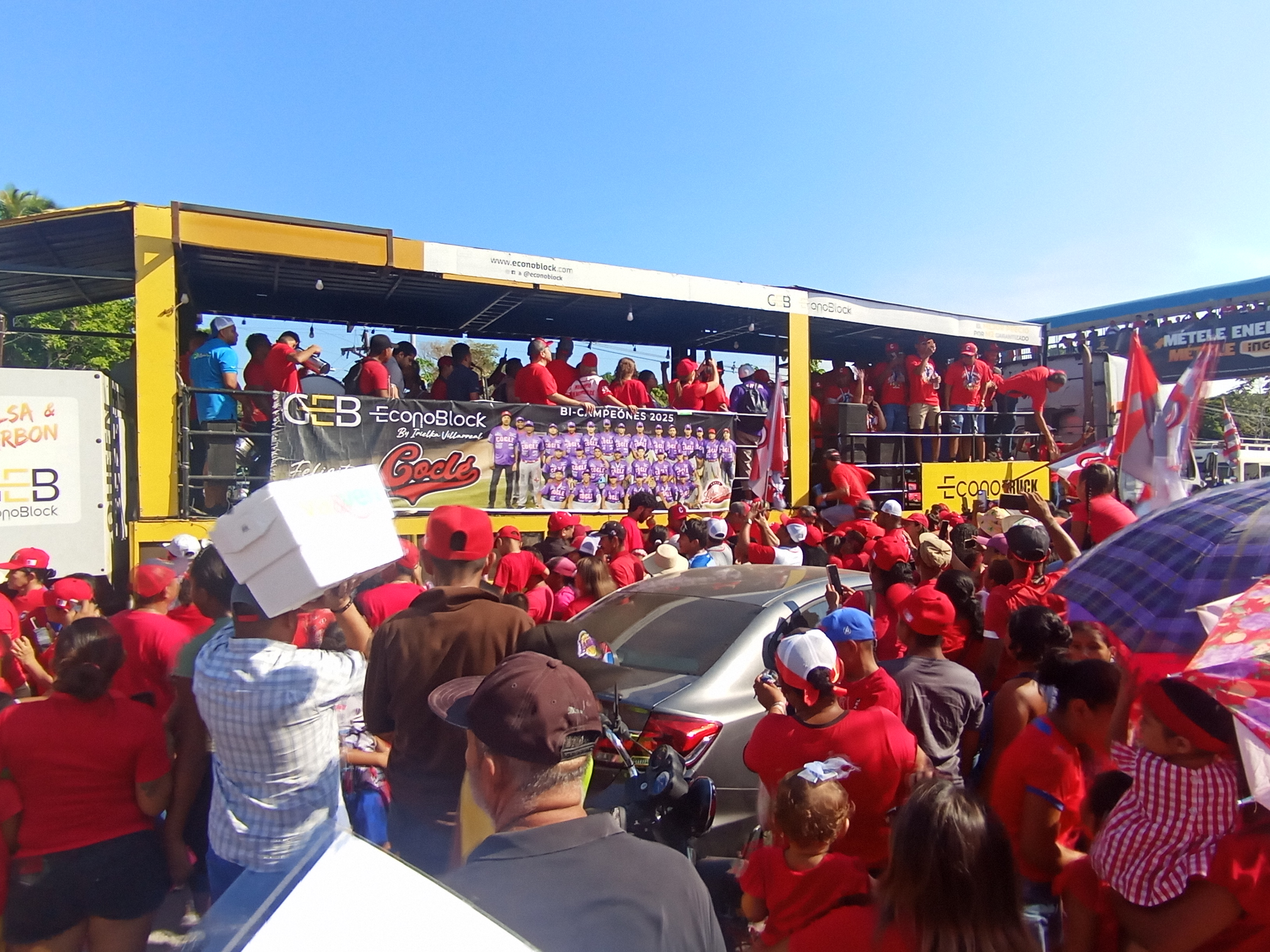
Caravana atravesando Las Guías Oriente (2025).